# أتسوجي مياهارا
أتسوجي مياهارا (باليابانية: 宮原 厚次) ـ (ولد في 20 ديسمبر 1958) هو مصارع وبطل أولمبي ياباني، حصل على الميدالية الذهبية في المصارعة الرومانية في وزن الذبابة في دورة الألعاب الأولمبية الصيفية 1984 في لوس أنجلوس، كما حصل على الميدالية الفضية في دورة الألعاب الأولمبية الصيفية 1988 في سول.

## روابط خارجية
- أتسوجي مياهارا على موقع قاعدة بيانات المصارعة الدولية (الإنجليزية)
- أتسوجي مياهارا على موقع اللجنة الأولمبية الدولية (الإنجليزية)
- أتسوجي مياهارا على موقع أوليمبيديا (الإنجليزية)